# Quorthon
Quorthon, de son vrai nom Ace Thomas Börje Forsberg, né le 17 février 1966 et mort le 6 juin 2004, était un chanteur et musicien suédois. 
Il est connu comme étant le fondateur de Bathory, célèbre groupe de la scène black metal, considéré comme un des fondateurs de ce genre mais aussi d'un de ses sous-genres : le viking metal. Il est également le compositeur-auteur de tous les albums et a joué de tous les instruments jusqu'à sa mort.

## Biographie

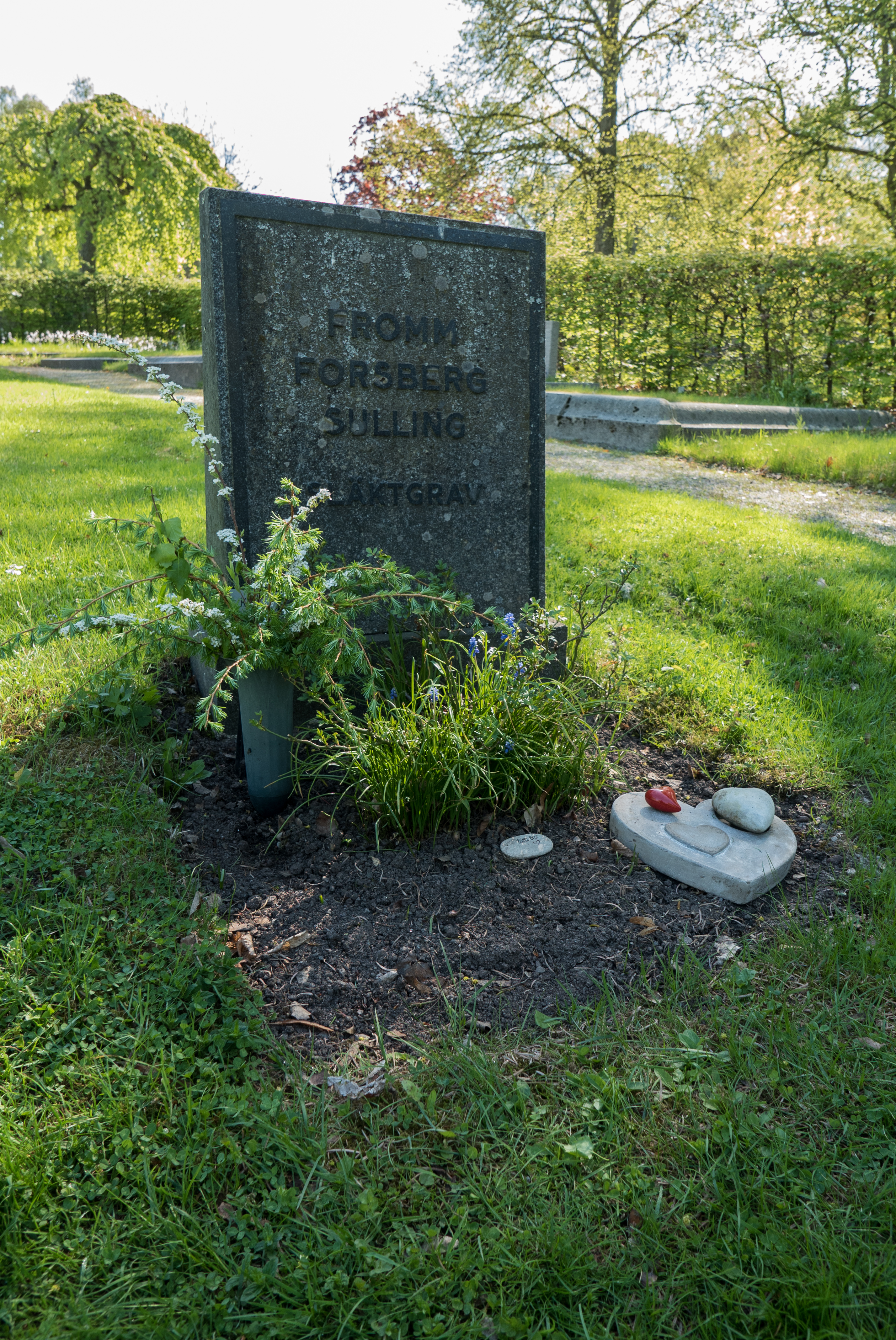
Sa tombe.

Quorthon naît le 17 février 1966 à Hägersten en Suède. Il est le fils de Stig "Boss" Börje Forsberg, propriétaire de la société Black Mark Production. L'information ayant été plusieurs fois démentie par Quorthon de son vivant, le magazine Sweden Rock Magazine révèlera toutefois après sa mort que la chanteuse Jennie Tebler est sa sœur.   
Il fonde Bathory en 1983, lorsqu'il a 17 ans. Il est alors surnommé Black Spade. Il change pour Ace Shoot avant de finalement opter pour Quorthon, ce nom ayant figuré dans une liste de noms de démons. Le premier album du groupe est enregistré dans un garage appelé Heavenshore Studios, dans des conditions sommaires expliquant la très faible qualité du son. Le succès de ce premier album permettra d'améliorer les conditions d'enregistrement des albums suivants.   
Quorthon est retrouvé mort le 7 juin 2004 dans son appartement à Hässelby. Il serait décédé d'une crise cardiaque. Ses obsèques ont lieu le 13 juillet de la même année au cimetière Sandsborgs kyrkogård à Gamla Esnkede.

## Discographie

### Avec Bathory
- 1984 : Bathory
- 1985 : The Return
- 1986 : Under the Sign of the Black Mark
- 1988 : Blood Fire Death
- 1990 : Hammerheart
- 1991 : Twilight of the Gods
- 1994 : Requiem
- 1995 : Octagon
- 1996 : Blood On Ice
- 2001 : Destroyer of Worlds
- 2002 : Nordland I
- 2003 : Nordland II

### Carrière solo
- 1994 : Album
- 1996 : Purity Of Essence
- 1997 : When Our Day is Through (single quatre titres extrait de l'album Purity Of Essence)

### En duo avec Jennie Tebler
- 2005 : Silverwing (CD deux titres)
- 2006 : Between Life and Death (CD deux titres)